# L'aquelarre
|  | Aquest article tracta sobre el quadre de Goya pintat entre 1797 i 1798. Si cerqueu el quadre pintat el 1823, vegeu «L'aquelarre (1823)». |

L'aquelarre és un dels petits quadres que va pintar Francisco de Goya entre 1797 i 1798 per al palau d'esbarjo dels ducs d'Osuna, a la finca que ells tenien a l'Alameda de Osuna (avui parc del Capricho), llavors als afores de Madrid, a prop del poble de Barajas. Més tard, a partir de 1928, José Lázaro Galdiano el va comprar per a la seva col·lecció particular i actualment forma part dels fons pictòrics de la Fundació Lázaro Galdiano.

## Anàlisi del quadre
El llenç mostra un ritual d'aquelarre, presidit al centre de la composició pel gran cabró, una de les formes que pren el dimoni. Al seu voltant apareixen bruixes velles i joves que li ofereixen nens amb els quals, segons la superxeria de l'època, s'alimentava. En el cel, de nit, brilla la lluna i es veuen aus nocturnes (que podrien ser ratpenats). En la sèrie de la qual forma part es troben també uns altres cinc quadres de similar temàtica i dimensions, que són: Vol de bruixes (Museu del Prado), El conjur (Museu Lázaro Galdiano), La cuina dels bruixots (col·lecció privada a Mèxic), L'embruixat per la força (National Gallery de Londres) i El convidat de pedra (avui en lloc desconegut).
L'escena pertany a l'estètica del "sublime terrible", caracteritzada per la preceptiva artística de l'època també en el prerromanticisme literari i musical i que té el seu paral·lel al Sturm und Drang alemany. Es tractava de provocar un desassossec en l'espectador amb el caràcter de malson. En aquest quadre i en la sèrie a la qual pertany, s'accentuen els tons foscos, i és per això que l'ambientació se situa en un paisatge nocturn. En el moment de l'execució d'aquesta sèrie, Goya es trobava treballant en els Capritxos, amb els quals guarda una estreta relació. El tema de la bruixeria estava d'actualitat entre els il·lustrats espanyols amics del pintor, especialment Leandro Fernández de Moratín.